# Felicitas Kockmann
Felicitas Fee Kockmann (* 13. Dezember 2004 in Bocholt) ist eine ehemalige deutsche Fußballspielerin.

## Karriere

### Verein
Die Stürmerin begann ihre Karriere beim FC Olympia Bocholt 1911 und spielte ab 2019 bei der DJK SG 97/30 Lowick. 2021 wechselte sie zur SGS Essen. Sie debütierte am 15. Oktober 2021 in der Bundesliga, als sie bei der 0:1-Niederlage gegen Werder Bremen in der 63. Minute für Estelle Laurier eingewechselt wurde. Kockmann absolvierte 15 weitere Bundesligaspiele für die SGS Essen sowie zwei Einsätze im DFB-Pokal.
Kockmann lief das letzte Mal im September 2022 auf. Eine Verletzung an der Patellasehne sowie ein irreparabler Knorpelschaden veranlassten sie letztlich dazu, ihren 2025 auslaufenden Vertrag nicht zu verlängern und ihre aktive Karriere 20-jährig im Sommer 2025 zu beenden.

### Nationalmannschaften
Kockmann absolvierte drei Spiele für die deutsche U15-Nationalmannschaft, darüber hinaus fünf Spiele für die U16 sowie sechs für die U19.

### Regionalauswahlen
Kockmann absolvierte sieben Spiele für die Niederrhein-U14, drei Spiele für die Niederrhein-U16 sowie vier Spiele für die Niederrhein-U18.

## Beruf
Kockmann studiert Lehramt und spezialisiert sich auf Geografie und Biologie.